# 黄そば
黄そば（きぃそば）とは、近畿地方などで食べられている、茹でた中華麺を蕎麦（そば）・うどん用の和風だし（出汁）つゆに入れた麺料理。黄ぃそばと表記することもある。
1949年（昭和24年）に姫路駅の立ち食いそば・うどん店で提供が始まった。そこから大衆食堂や高校の学食などに広まり、近畿地方のソウルフードの一つとされる。

## 歴史
駅弁製造・販売のまねき食品は第二次世界大戦後に姫路駅で立ち食いそば販売を始めたが、食糧不足で小麦粉の入手が難しかったことから、そば粉とこんにゃく粉を混ぜて、うどんに食感が似た麺を考案した。この麺は伸びやすかったうえ、小麦粉が調達しやすくなったため、かんすいを加えて独自の中華麺を開発。1949年（昭和24年）10月、これに和風だしをかけ、天ぷらを乗せた天中華を販売した。
日持ちや腹持ち、味のバランスが良く、安価であるため学食のメニューとして普及した。その色合いからラーメンや焼きそばに用いられる中華麺は「黄ぃそば」と当時から呼ばれていたが、和風だしに中華麺を合わせた料理を黄そば、黄ぃそばと呼ぶようになった。詳細は「姫路駅#えきそば」も参照。
地域によっては、「和風ラーメン」と呼んでいることもある。
和歌山県海南市の一部では、甘く煮た油揚げを乗せたものをいたちそばと呼称することもある。また、海南駅前で1922年から営業している「みき乃や」では一部の客がパンダと呼称する。2019年（平成31年／令和元年）頃から、いたちそばを海南市のB級グルメとする動きがある。
京都市では、キーシマとも呼ばれる。

## 大手企業や他地域での展開
- 京阪グループの立ち食いそば・うどん店「麺座」では黄そばを提供しており、名物メニューとなっている[2]。
- イトメンは、黄そばのカップ麺を商品化している[7]。
- 2013年（平成25年）頃より山梨県の「丸政」では、自社の駅そばチェーンにて「黄そば」の提供を始めており、うどん出汁ではなく蕎麦つゆと組み合わせている[8]。